# Perfluorobromooktan
Perfluorobromooktan – organiczny związek chemiczny, węglowodór halogenowany, pochodna oktanu.
Związek ten jest cieczą, w której gazy takie jak tlen oraz dwutlenek węgla rozpuszczają się bardzo dobrze. W temperaturze pokojowej w 100 ml perflubronu rozpuszcza się 65 ml tlenu i 228 ml dwutlenku węgla, co pozwala na oddychanie perflubronem nasyconym tlenem. Ze względu na tę właściwość trwają próby nad zastosowaniem perflubronu oraz innych perfluoroweglowodorów w nurkowaniu głębinowym bez dekompresji, gdzie miałby zastąpić mieszanki tlenowe. Planuje się go też stosować w medycynie przy ratowaniu noworodków lub osób z uszkodzonymi płucami (np. w wyniku pożaru).